# Vuordnajaure
Vuordnajaure är en sjö i Arjeplogs kommun i Lappland och ingår i Umeälvens huvudavrinningsområde. Sjön har en area på 1,15 kvadratkilometer och ligger 923,3 meter över havet. Sjön avvattnas av vattendraget Glibbojåkkå.

## Delavrinningsområde
Vuordnajaure ingår i det delavrinningsområde (735961-150242) som SMHI kallar för Utloppet av Vuordnajaure. Medelhöjden är 1 102 meter över havet och ytan är 10,78 kvadratkilometer. Det finns inga avrinningsområden uppströms utan avrinningsområdet är högsta punkten. Glibbojåkkå som avvattnar avrinningsområdet har biflödesordning 4, vilket innebär att vattnet flödar genom totalt 4 vattendrag innan det når havet efter 485 kilometer. Avrinningsområdet består mestadels av kalfjäll (89 procent). Avrinningsområdet har 1,15 kvadratkilometer vattenytor vilket ger det en sjöprocent på 10,6 procent. Delavrinningsområdet täcks till 0,59 procent av glaciärer, med en yta av 0,0638 kvadratkilometer.